# Thure Vidlund
Johan Thure Vidlund, född 5 januari 1886 i Viby församling i Örebro län, död 7 juni 1955 i Göteborgs Johannebergs församling, var en svensk spårvägsdirektör.
Vidlund utexaminerades från Chalmers tekniska läroanstalt 1908. Han anställdes samma år vid Göteborgs spårvägar, där han tjänstgjorde som bland annat baningenjör, blev teknisk chef 1930 och var direktör 1943–1952. Han var från 1925 medlem av Tekniska samfundet i Göteborg.
Thure Vidlund var son till skomakaren Johan Vidlund och Maria Gustavsson. Från 1919 var han gift med Emma Kristina Vidlund (1890–1973). En av deras söner, Sven Widlund, spelade på 1940-talet fotboll för Gais. Thure Vidlund begravdes på Kvibergs kyrkogård i Göteborg.